# Soledad Pérez
María Soledad Pérez Domínguez, née le 15 octobre 1958, est une femme politique espagnole membre du Parti socialiste ouvrier espagnol (PSOE).
Elle est élue députée de la circonscription de Badajoz lors des élections générales de mars 2000.

## Biographie

### Vie privée
Elle est mariée et mère d'une fille.

### Profession
María Soledad Pérez Domínguez est journaliste.

### Activités politiques
Le 12 mars 2000, elle est élue députée pour Badajoz au Congrès des députés et réélu en 2004, 2008, 2011, 2015 et 2016.
Au Congrès, elle est membre titulaire de la députation permanente.